# 47078 Llebaria
47078 Llebaria este o planetă minoră (asteroid), cu un diametru de 15,838 km, din Outer Main Belt⁠(d). A fost descoperită pe 17 decembrie 1998 la Caussols de OCA-DLR Asteroid Survey⁠(d). 
Obiectul prezintă o orbită caracterizată de o semiaxă mare de 3,2310677361976 UAi, o excentricitate de 0,04039358319055, o înclinație de 15,868305097703 ° în raport cu ecliptica.